# Elecciones presidenciales de Abjasia de 2019
Las elecciones presidenciales de Abjasia de 2019 se celebraron a pesar de estar parcialmente reconocida en ese entonces. Como ningún candidato reunió más del 50% de los votos en la primera ronda del 25 de agosto, el 8 de septiembre se celebró una segunda entre los dos principales candidatos, el actual presidente Raul Jadyimba del Foro para la Unidad Nacional de Abjasia y Alkhas Kvitsinia de Amtsakhara. Khajimba fue posteriormente reelegido con un margen de menos del 2% en la segunda vuelta. El 20 de septiembre, el Tribunal Supremo de Abjasia declaró legal la decisión de la Comisión Electoral Central de reconocer la victoria del titular Raul Khajimba en la segunda vuelta de las elecciones presidenciales.
En enero de 2020, el Tribunal Supremo de Abjasia anuló los resultados, tras las protestas contra Khajimba. Khajimba renunció a la presidencia el 12 de enero, y se convocaron nuevas elecciones para el 22 de marzo.

## Contexto
La Asamblea Popular había fijado originalmente una fecha para el 21 de julio. En mayo de 2019, la oposición exigió la reprogramación de las elecciones después de que el principal candidato de la oposición, Aslan Bzhania, pareciera haber sido envenenado en Rusia. Las elecciones se pospusieron posteriormente hasta el 25 de agosto de 2019 bajo la presión de los partidarios de Bzhania.

## Candidatos
La inscripción para candidatos se abrió oficialmente el 26 de junio de 2019. Diez candidatos inicialmente registrados; pero más tarde se determinó que un candidato, Astamur Otirba, no había presentado un vicepresidente a tiempo.
| Candidato presidencial | Carrera                                                    | Partido       | Candidato a la vicepresidencia |
| ---------------------- | ---------------------------------------------------------- | ------------- | ------------------------------ |
| Shamil Adzinba         | Viceprimer Ministro, 2014–2016                             |               | Rafael Ampar                   |
| Artur Ankvab           | Historiador, profesor de la Universidad Estatal de Abjasia |               | Soslan Salakaya                |
| Oleg Arshba            | Ex Viceministro de Relaciones Exteriores                   |               | Oleg Bartsyts                  |
| Leonid Dzapshba        | Líder de Akzaara, Ministro del Interior,2010–2016          | Akzaara       | Vianor Ashba                   |
| Almas Japua            | Miembro del Parlamento                                     | Independiente | Vadim Smyr                     |
| Astamur Kakalia        | Empresario, diplomático                                    |               | Astamur Ayba                   |
| Raúl Khajimba          | Presidente en ejercicio de Abjasia                         | FNUA          | Aslan Bartsits                 |
| Alkhas Kvitsinia       | Presidente de Amtsakhara                                   | Amtsakhara    | Dmitri Dbar                    |
| Astamur Tarba          | Exjefe del Servicio de Seguridad del Estado de Abjasia     |               | Tamazi Ketsba                  |

## Controversia
El líder de la oposición Aslan Bzhania se retiró de las elecciones el 15 de julio debido a un aparente envenenamiento.

## Resultados
| Candidato | Compañero de fórmula               | Primera ronda | Primera ronda | Segunda ronda | Segunda ronda |
| Candidato | Compañero de fórmula               | Votos         | %             | Votos         | %             |
| --- | ---------------------------------- | ------------- | ------------- | ------------- | ------------- |
| Raúl Khajimba | Aslan Bartsits                     | 20,544        | 26.33         | 39,741        | 48.68         |
| Alkhas Kvitsinia | Dmitri Dbar                        | 18,929        | 24.26         | 38,742        | 47.46         |
| Oleg Arshba | Oleg Bartsyts                      | 18,665        | 23.92         |               |               |
| Astamur Tarba | Tamazi Ketsba                      | 5,695         | 7.30          |               |               |
| Leonid Dzapshba | Vianor Ashba                       | 4,935         | 6.33          |               |               |
| Shamil Adzinba | Rafael Ampar                       | 3,579         | 4.59          |               |               |
| Almas Japua | Vadim Smyr                         | 1,753         | 2.25          |               |               |
| Artur Ankvab | Soslan Salakaya                    | 1,403         | 1.80          |               |               |
| Astamur Kakalia | Astamur Ayba                       | 841           | 1.08          |               |               |
| Nada de lo anterior | Nada de lo anterior                | 1,677         | 2.15          | 3,154         | 3.86          |
| Total | Total                              | 78,021        | 100.00        | 81,637        | 100.00        |
| Votos válidos | Votos válidos                      | 78,021        | 94.24         | 81,637        | 97.32         |
| Votos nulos/en blanco | Votos nulos/en blanco              | 4,770         | 5.76          | 2,246         | 2.68          |
| Total de votos | Total de votos                     | 82,791        | 100.00        | 83,883        | 100.00        |
| Votantes registrados/participación | Votantes registrados/participación | 129,421       | 63.97         | 127,136       | 65.98         |
| Fuente: Apsnypress Archivado el 22 de septiembre de 2019 en Wayback Machine., Apsnypress Archivado el 10 de septiembre de 2019 en Wayback Machine. |                                    |               |               |               |               |

## Consecuencias
Después de la segunda ronda, Alkhas Kvitsinia impugnó los resultados en la corte. Después de las elecciones, Khajimba volvió a nombrar a Valeri Bganba como Primer Ministro.
Las protestas contra Khajimba comenzaron el 9 de enero de 2020, y el 10 de enero el Tribunal Supremo de Abjasia anuló los resultados de las elecciones.